# Смаич, Кабир
Кабир Смаич (босн. Kabir Smajić; 30 мая 1977, Бановичи, СФРЮ) — боснийский футболист, полузащитник.

## Карьера
В начале карьеры играл за «Будучност» (Бановичи) и «Слободу» из Тузлы. В 2001 году на правах аренды перебрался в российский «Сатурн». Дебютировал 28 июля в выездном матче 19-го тура чемпионата России против «Сокола» на 81-й минуте встречи, выйдя на замену Самиру Муратовичу. В следующем матче чемпионата против «Черноморца» также вышел на замену. Всего в сезоне провёл два матча. Руководство клуба не было заинтересовано больше в нём. Доигрывал сезон 2001/2002 в клубе «Единство» из Бихач. Однако вскоре перешёл в «Будучность», за которую играл на протяжении 10 лет за исключением сезона 200/2009, когда выступал за «Братство». Завершал карьеру в клубе «Прилук».